# Briey
Briey (tedesco: Brieg in Lothringen) è un comune francese di 5 654 abitanti situato nel dipartimento della Meurthe e Mosella nella regione del Grand Est. Dal punto di vista amministrativo è una sottoprefettura. 
A Briey, nel quartiere Briey-en-forêt, si trova un esempio di Cité Radieuse realizzata negli anni cinquanta da Le Corbusier.
Qua è nata l'ex cestista ed allenatrice Odile Santaniello. 

## Società

### Evoluzione demografica
Abitanti censiti

## Amministrazione

### Gemellaggi
- Bergheim
- Szczawno-Zdrój